# برانکو مامولا
برانکو مامولا (سیریلیک صربی: Бранко "Ђурo" Мамула؛ زادهٔ ۳۰ مهٔ ۱۹۲۱ – درگذشتهٔ ۱۹ اکتبر ۲۰۲۱) سیاست‌مدار اهل یوگسلاوی بود. وی از ۵ مه ۱۹۸۲ تا ۱۵ مه ۱۹۸۸ وزیر دفاع این کشور بود.